# Donald Duck Extra
Donald Duck Extra is een vierwekelijks Nederlands striptijdschrift met Disneystrips, voornamelijk rondom Donald Duck, de Zware Jongens en Dagobert Duck. Tegenwoordig wordt het uitgegeven door Sanoma Uitgevers.

## Geschiedenis
De eerste editie van het blad kwam uit in februari 1982 bij Oberon b.v., toen nog onder de naam Stripgoed. De stripverhalen die in het tijdschrift verschenen, waren voornamelijk van Italiaanse makelij, meestal van dezelfde tekenaars waarvan ook in de pocketreeks verhalen verschenen. De bladen werden om en om Op avontuur met Donald Duck en Op avontuur met Dagobert Duck genoemd. In de eerste 27 nummers waren de bladzijden afwisselend in kleur en zwart/wit, net als in de eerste en tweede pocketreeks. Vanaf nr. 28 werden de verhalen volledig in kleur afgedrukt. 
Na 37 nummers werd de naam van het blad in 1986 gewijzigd naar Donald Duck Extra, zodat de consument beter begreep wat de inhoud van het striptijdschrift was. De naam Stripgoed bleef in eerste instantie nog wel als subtitel op de voorpagina staan en de doorlopende nummering werd gewoon gehandhaafd. Na 47 nummers verdween de naam Stripgoed voorgoed en werd ook de doorlopende nummering losgelaten.
Donald Duck Extra verscheen van 1987 tot 1990 elke maand, zodat er 12 nummers in een jaar verschenen. Vanaf 1991 werd dit elke 4 weken, in een jaar verschenen er zodoende 13 nummers. Vanaf 2024 verschijnen er weer 12 nummers in een jaar, en is tevens het formaat van het tijdschrift iets groter geworden. 
Sinds 1995 is het ook mogelijk om op het blad een abonnement te nemen. 
In 2013 plaatste het blad vooral strips van Deense makelij.

## Andere uitgaven

### Extra Donald Duck Extra
Van 2003 tot en met 2015 werd er jaarlijks een vakantienummer uitgegeven, dat dubbel zo dik is en alleen in de winkel verkrijgbaar is. Deze uitgaven, herkenbaar aan het opschrift Dubbeldik vakantie nummer! op de cover, dragen het nummer 7½ (in 2013 8½). Van 2009 tot en met 2017 verscheen rond Halloween nummer 10½ (soms 9½ of 11½), een nummer met griezelverhalen dat eveneens tweemaal zo dik is als de gewone Donald Duck Extra. Nog een dubbeldik nummer, met het thema avontuur, verscheen van 2010 tot en met 2013, vaak in april, onder het nummer 4½ (in 2011 3½); tussen 2016 en 2022 verscheen dit nummer opnieuw elk jaar.

### Speciaal bewaarnummer
Van 2015 tot 2022 werden er speciale bewaarnummers uitgegeven, die exclusief zijn voor abonnees van Donald Duck. In eerste instantie een keer per jaar, en sinds 2018 twee keer per jaar.

### Bundelingen
In de jaren 80 verschenen Disney Avonturen 1-4, waarin meerdere nummers van Stripgoed gebundeld werden. Het eerste deel bundelde Stripgoed 2 en 3, het tweede 11, 12, 14, 15 en 16, het derde 18, 20, 22, 31 en 34 en het vierde 17, 19, 24, 29 en 36. Vanaf eind jaren 80 tot 1998 verscheen Donald Duck Extra Avonturenomnibus, waarin eveneens nummers van Stripgoed en Donald Duck Extra gebundeld werden. Er verschenen in totaal 23 avonturenomnibussen.

## Oplage
| Jaar | Betaalde gerichte oplage | Totaal verspreide oplage |       |
| ---- | ------------------------ | ------------------------ | ----- |
| 2004 | 51.757                   | 52.336                   | [ 2 ] |
| 2006 | 59.622                   | 60.197                   | [ 3 ] |
| 2007 | 61.329                   | 61.983                   | [ 4 ] |
| 2011 | 61.015                   | 63.662                   | [ 5 ] |
| 2012 | 61.406                   | 62.118                   | [ 6 ] |
| 2022 | 68.685                   | 68.872                   |       |